# 喜瑪拉雅塔爾羊
喜瑪拉雅塔爾羊（学名：Hemitragus jemlahicus），羊亞科的一個物種，舊屬於塔爾羊屬，現時獨立成為一個單種屬。
主要分佈在喜瑪拉雅山的中段，除中國外目前原生種分佈在不丹、錫金、尼泊爾、印度的旁遮普地區直到喀什米爾區。牠是所有中國土生的羊中發現最晚，亦是最為少見的一種。